# Złamany obelisk
Złamany obelisk (ang. Broken Obelisk) – kamienny, czworoboczny obelisk odnaleziony przez Hormuzda Rassama w sierpniu 1853 roku w trakcie wykopalisk w Niniwie. Wykonany został najprawdopodobniej w czasie panowania asyryjskiego króla Aszur-bel-kala (1073-1056 p.n.e.). Jest najwcześniejszym znanym asyryjskim obeliskiem. Obecnie znajduje się w zbiorach British Museum (BM 118898).

## Opis

Plan wzgórza Kujundżyk z rozmieszczeniem najważniejszych odkrytych na nim budowli

Obelisk odnaleziony został w Niniwie w trakcie prac wykopaliskowych prowadzonych na wzgórzu Kujundżyk, kryjącym ruiny kompleksu pałacowo-świątynnego. Odkrycia dokonano w pobliżu świątyni bogini Isztar, położonej pomiędzy pałacem Aszurbanipala (tzw. Pałac Północny) a pałacem Sennacheryba (tzw. Pałac Południowo-zachodni). Zabytek nie zachował się w całości – przetrwała jedynie jego górna część (stąd nazwa obelisku). Zachowany fragment ma wysokość ok. 63 centymetrów i szerokość/grubość ok. 41 centymetrów. Przód, tył i prawą stronę pokrywa inskrypcja klinowa, natomiast lewą stronę pozostawiono niezapisaną. Pośrodku przedniej strony, pomiędzy dwoma kolumnami tekstu, umieszczone zostało przedstawienie reliefowe ukazujące króla asyryjskiego triumfującego nad pokonanymi wrogami. Szczyt obelisku jest niezapisany i zwęża się schodkowo ku górze.

## Datowanie
Chociaż żaden z zachowanych fragmentów inskrypcji na obelisku nie wymienia imienia władcy, na którego polecenie został on wykonany, jego powstanie datowane jest zwykle na czasy panowania Aszur-bel-kala, syna Tiglat-Pilesera I, głównie w oparciu o liczne podobieństwa występujące pomiędzy tekstem inskrypcji z obelisku a zachowanymi tekstami tego króla.

## Przedstawienie reliefowe
Centralne miejsce na przedniej stronie obelisku zajmuje przedstawienie reliefowe ukazujące zwycięskiego króla asyryjskiego stojącego naprzeciw czwórki pokonanych i korzących się wrogów. Władca zwrócony jest w prawą stronę, w kierunku umieszczonych przed nim na wysokości jego głowy pięciu symboli bóstw. W lewej ręce trzyma on maczugę i dwa powrozy, których końce zawiązane są wokół szyj pierwszej pary jeńców, noszących charakterystyczne, spiczaste czapki. Prawa ręka króla wyciągnięta jest w stronę łuku trzymanego przez uskrzydlony dysk słoneczny z parą rąk, reprezentujący najprawdopodobniej boga Szamasza. Pozostałe widniejące symbole boskie to tiara wielorożna (symbol boga Aszura), sierp księżyca (symbol boga Sina), piorun (symbol boga Adada) i gwiazda (symbol bogini Isztar). Pod symbolami boskimi znajdują się, jedna za drugą, dwie pary jeńców. Każdy z nich wpatrzony jest w króla i wznosi ręce prosząc go o litość.

## Inskrypcja
Tekst inskrypcji na obelisku składa się z pięciu kolumn. Kolumny I i II znajdują się na przedniej jego stronie (oddzielone od siebie przedstawieniem reliefowym), kolumna III na jego stronie prawej, a kolumny IV i V z tyłu. Zachowane fragmenty kolumny I zawierają inwokację do bogów i tytulaturę królewską. W kolumnach II i III opisane zostały wyprawy wojenne władcy z pierwszych kilku lat jego panowania. Kolumna IV zawiera dokonania króla jako wielkiego myśliwego, a kolumna V jego dokonania jako wielkiego budowniczego. Cały tekst skompilowany został najprawdopodobniej z dwóch lub większej ilości źródeł, o czym świadczyć może chociażby fakt, iż narracja prowadzona jest w kolumnach I-IV w trzeciej osobie, a w kolumnie V w pierwszej osobie. Wydaje się też, że inskrypcja ta nie została nigdy ukończona, na co wskazuje niezapisana lewa strona obelisku oraz puste miejsca pozostawione w tekście przy opisie polowań. 